# Cratere Keelut
Keelut è un cratere sulla superficie di Callisto.